# Liste der Kulturdenkmäler in Battweiler
In der Liste der Kulturdenkmäler in Battweiler sind alle Kulturdenkmäler der rheinland-pfälzischen Ortsgemeinde Battweiler aufgeführt. Grundlage ist die Denkmalliste des Landes Rheinland-Pfalz (Stand: 31. August 2023).

## Einzeldenkmäler
| Bezeichnung         | Lage                                | Baujahr                            | Beschreibung                                                                                               | Bild                           |
| ------------------- | ----------------------------------- | ---------------------------------- | --- | ------------------------------ |
| Evangelische Kirche | Hauptstraße 22 Lage                 | zweite Hälfte des 13. Jahrhunderts | gotischer Chor, wohl aus der zweiten Hälfte des 13. Jahrhunderts; zweischiffiger neugotischer Bau, 1906/07 | weitere Bilder Fotos hochladen |
| Kriegerdenkmal      | Lindenstraße, auf dem Friedhof Lage | 1923                               | Kriegerdenkmal 1914/18, errichtet 1923                                                                     | Fotos hochladen                |
| Quereinhaus         | Lindenstraße 1 Lage                 | 1864                               | Quereinhaus, bezeichnet 1864                                                                               | Fotos hochladen                |
| Quereinhaus         | Lindenstraße 4 Lage                 | 1867                               | Quereinhaus, bezeichnet 1867                                                                               | Fotos hochladen                |
| Forsthaus           | Lindenstraße 10 Lage                | Mitte des 19. Jahrhunderts         | angeblich ehemaliges Forsthaus; fünfachsiger Putzbau, wohl aus der Mitte des 19. Jahrhunderts              | BW                             |
| Schulhaus           | Lindenstraße 25 Lage                | Anfang des 20. Jahrhunderts        | ehemalige Schule; eingeschossiger Krüppelwalmdachbau, Anfang des 20. Jahrhunderts                          | BW                             |